# Nordstadt (Wolfsburg)

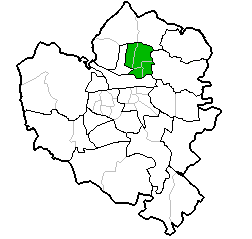
Lage im Stadtgebiet Wolfsburg

Nordstadt ist eine Ortschaft der Stadt Wolfsburg. Die Ortschaft gliedert sich in die Stadtteile Alt-Wolfsburg, Kreuzheide, Teichbreite und Tiergartenbreite. Die Ortschaft hatte am 31. Dezember 2021 9.754 Einwohner.

## Geschichte
Die Ortschaft Nordstadt wurde 1991 gebildet. Ihr erster Ortsbürgermeister war von 1991 bis 2007 Frank Helmut Zaddach (SPD).
1993 wurde der Nordstadt-Kulturverein e. V. gegründet, der sich 2017 wieder auflöste.
Nach dem Rücktritt der Ortsbürgermeisterin Maritta Wendt (SPD) im Jahre 2010 übernahm Immacolata Glosemeyer (SPD) dieses Amt.

## Politik
Ortsbürgermeisterin ist seit 2010 Immacolata Glosemeyer (SPD).